# Forum economico mondiale
Il Forum economico mondiale (nome originale in inglese: World Economic Forum, conosciuto anche come Forum di Davos) è una fondazione senza fini di lucro con sede a Cologny, vicino a Ginevra, in Svizzera, nata nel 1971 per iniziativa dell'economista ed accademico Klaus Schwab.
La fondazione organizza ogni inverno, presso la cittadina sciistica di Davos in Svizzera, un incontro tra esponenti di primo piano della politica e dell'economia internazionale con intellettuali e giornalisti selezionati, per discutere delle questioni più urgenti che il mondo si trova ad affrontare, anche in materia di salute e di ambiente. Oltre a questo incontro annuale, il Forum economico mondiale organizza ogni anno un meeting in Cina e negli Emirati Arabi Uniti e diversi incontri a livello regionale. La Fondazione produce anche una serie di rapporti di ricerca e impegna i suoi membri in specifiche iniziative settoriali.

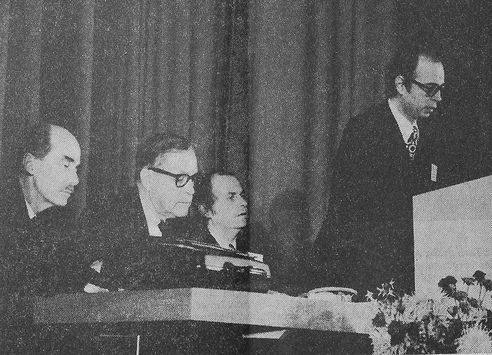
Klaus Schwab apre il primo Simposio europeo del management nel 1971

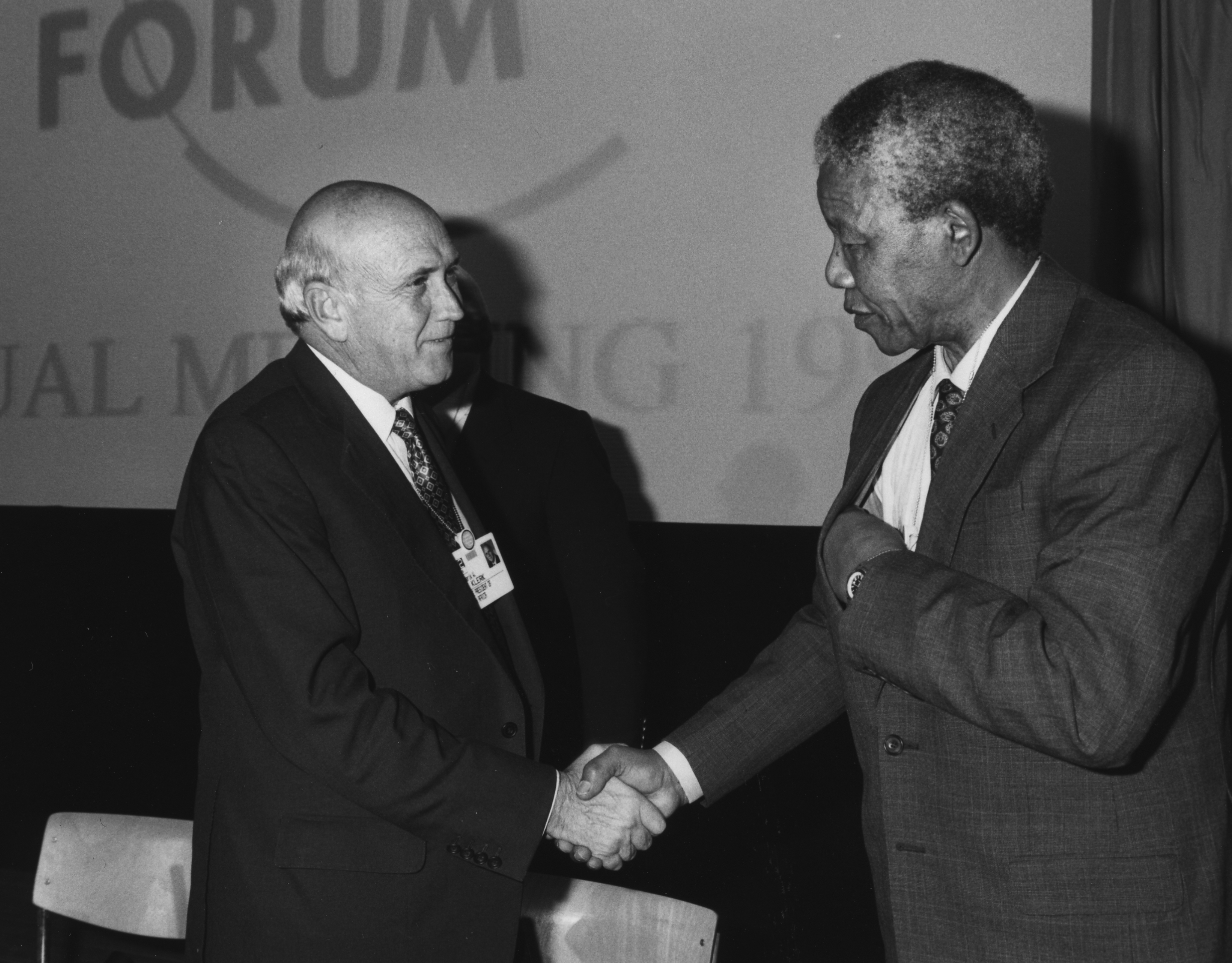
L'incontro fra Frederik de Klerk e Nelson Mandela al meeting di Davos del 1992

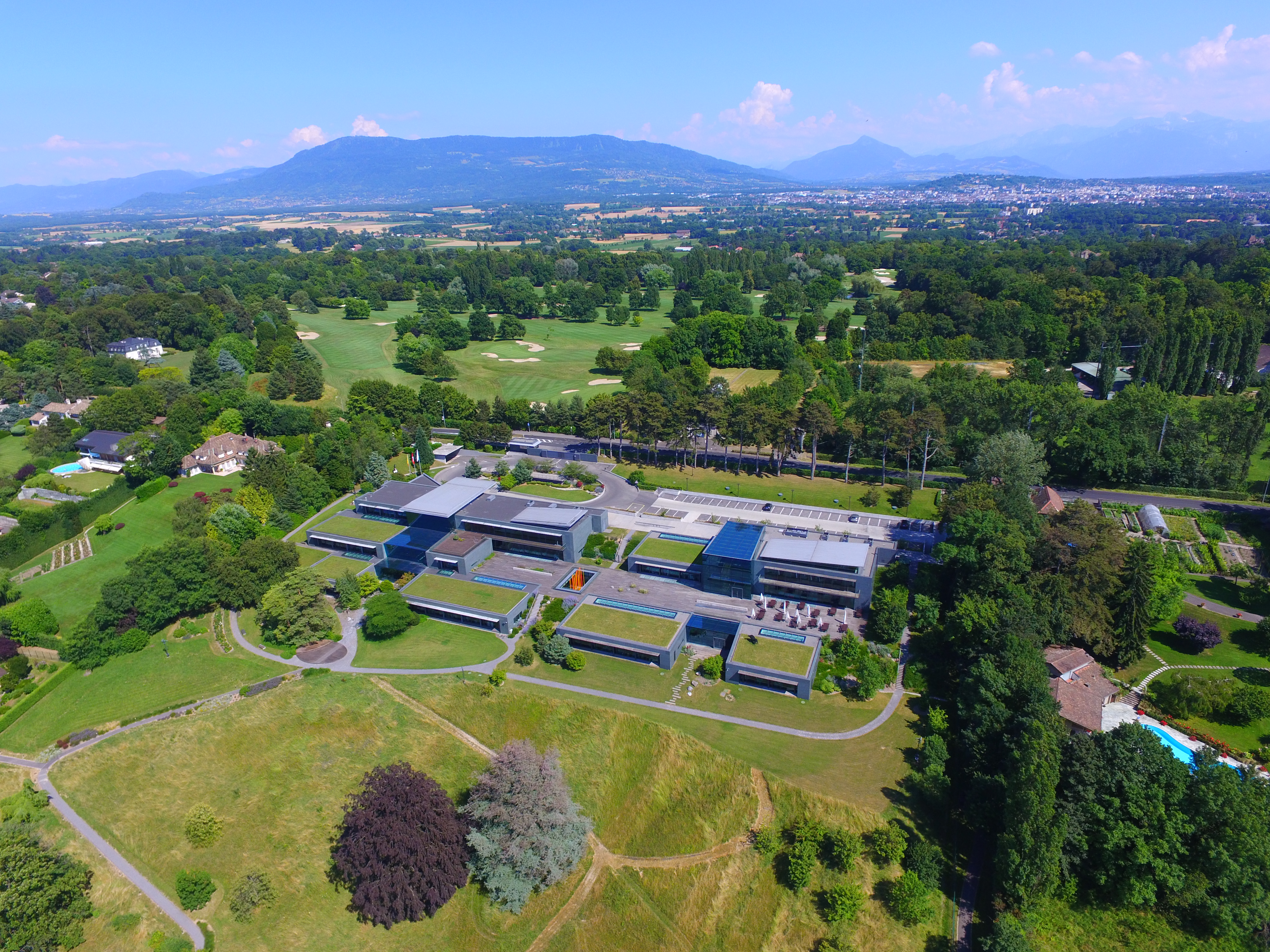
Sede a Cologny, vicino a Ginevra, in Svizzera

## Storia
Nell'estate 1971, Klaus Schwab, professore di business all'Università di Ginevra, con il patrocinio della Commissione europea e delle associazioni industriali europee organizzò presso il centro congressi di Davos il primo Simposio europeo del management con l'obiettivo di avvicinare le imprese europee alle pratiche manageriali statunitensi.
La scelta della sede sulle Alpi svizzere era dovuta tanto all'amenità del luogo, quanto alla tradizionale indipendenza del Paese alpino, ritenute condizioni favorevoli per la riuscita dell'iniziativa. Costituì quindi l'European Management Forum, fondazione no profit con sede a Ginevra che diede avvio alla tradizione del meeting invernale di Davos. Gli inviti a partecipare, rivolti originariamente solo a manager ed imprenditori, furono estesi ai leader politici sin dall'edizione del gennaio 1974, quando la crisi energetica indusse ad includere nel dibattito, oltre ai temi strettamente manageriali, anche quelli economici di scala più vasta. Nel 1987 la fondazione mutò il nome in World Economic Forum.
Negli anni, la partecipazione al meeting ha spesso fornito l'occasione per affrontare crisi bilaterali e negoziare soluzioni. Tra le altre, si ricordano la "dichiarazione di Davos" del 1988 tra Grecia e Turchia, che contribuì al superamento della crisi bellica tra i due Paesi, il primo incontro tra ministri nordcoreani e sudcoreani nel 1989, l'incontro del 1992 sulla questione sudafricana tra de Klerk, Mandela e Buthelezi e l'accordo quadro su Gaza e Gerico stipulato nel 1994 tra Shimon Peres e Yasser Arafat.
Nel 2020 e nel 2021, durante la pandemia di Covid 19, il World Economic Forum ha sviluppato una proposta per superare i periodi di instabilità globale attraverso l'alleanza tra governi, imprese e organizzazioni della società civilie, in modo da sviluppare un'economia degli stakeholder che promuova un mondo più "resiliente, equo e sostenibile" sfruttando le opportunità della quarta rivoluzione industriale. La proposta, presentata con il nome di Grande reset, ha avuto vasto eco.

## Organizzazione
Il World Economic Forum si considera "impegnato a migliorare la condizione del mondo" e si sforza di essere imparziale e privo di vincoli di natura politica, ideologica o nazionale. Sino al 2012 ha avuto lo status di osservatore presso il Consiglio economico e sociale delle Nazioni Unite.
La fondazione è finanziata dalle circa mille imprese associate, in genere multinazionali con fatturato superiore ai 5 miliardi di euro (sebbene si registrino differenze in base all'area geografica o al settore industriale). Le imprese associate sono quasi sempre leader nel proprio settore o Paese e hanno un ruolo chiave nell'orientarne gli sviluppi futuri. La quota di adesione versata dalle imprese varia in base al loro livello di coinvolgimento, e allo status di partner strategici, partner settoriali e partner regionali. Il massimo organo di governo del WEF è il consiglio della fondazione.
Nel 2006 il WEF ha affiancato alla sua sede svizzera, situata nella cittadina di Cologny, gli uffici regionali di New York (Stati Uniti d'America) e Pechino (Cina).

## Attività

### Forum invernale di Davos
Il principale evento organizzato dal Forum economico mondiale è il forum che si tiene con cadenza annuale a fine gennaio presso la cittadina sciistica di Davos, nel Cantone dei Grigioni in Svizzera. L'incontro è a inviti e si tiene a porte chiuse, sebbene venga diffusa la registrazione di specifici eventi, come la sessione plenaria. In occasione dell'incontro, i vertici delle imprese associate alla fondazione incontrano una ristretta platea di leader politici e di organizzazioni non governative, esponenti della comunità scientifica, leader religiosi e giornalisti. Nei cinque giorni dell'evento sono oltre 200 gli eventi in programma, sui temi chiave del dibattito mondiale, quali conflitti internazionali, povertà e problemi ambientali.

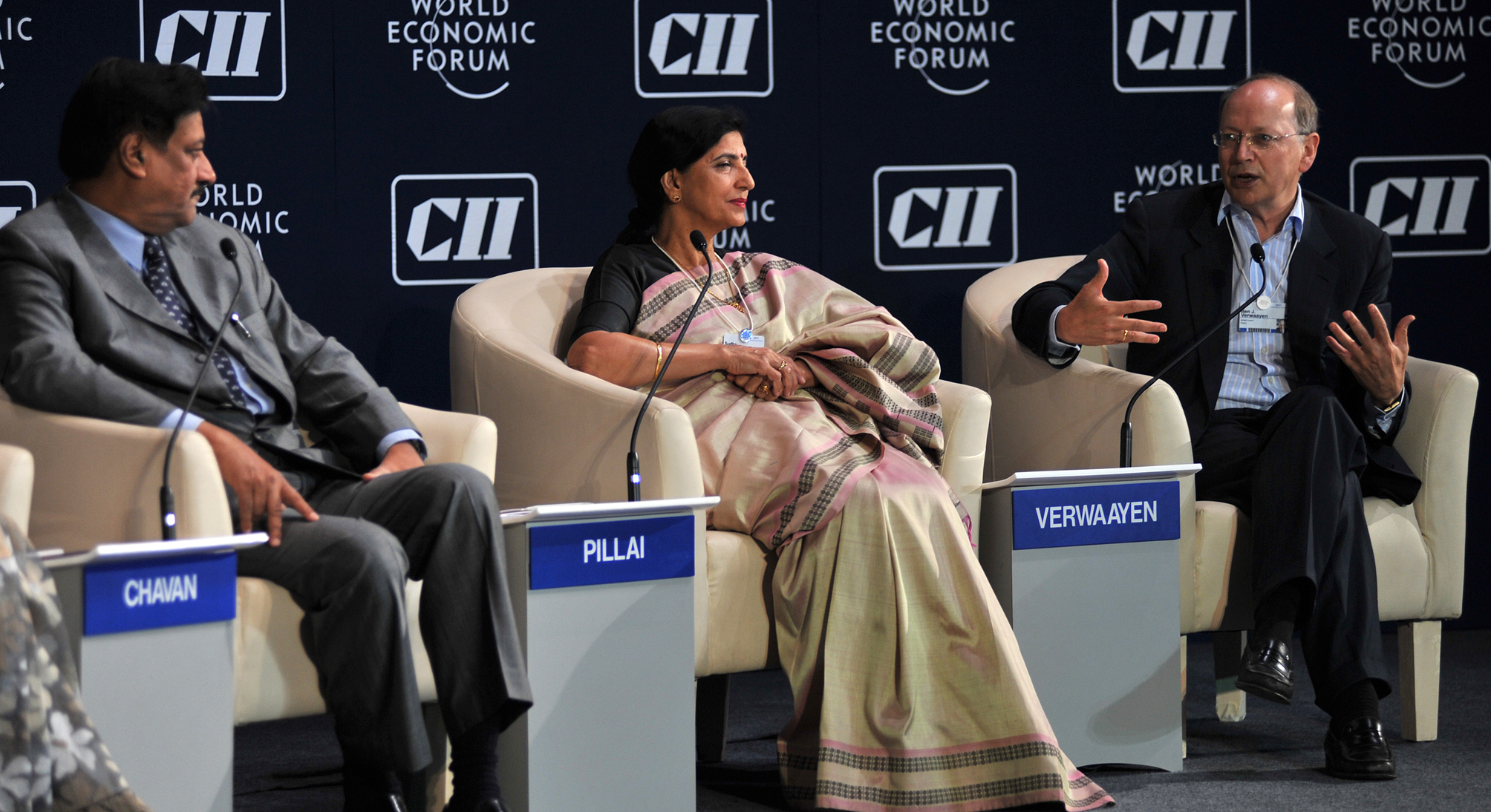
L'ufficio di presidenza dell'India Economic Summit 2011 a Mumbai: si riconoscono Prithviraj Chavan, primo ministro dello stato indiano di Maharashtra e Ben Verwaayen, amministratore delegato di Alcatel-Lucent

### Altri eventi
Dal 2007 le città cinesi di Dalian e Tianjin sono alternativamente sede del "meeting annuale dei nuovi campioni" (comunemente definito Davos estate), che vede una platea di circa 1.500 partecipanti, per lo più di Paesi emergenti: esponenti delle imprese a rapido sviluppo, pionieri tecnologici, futuri leader globali. Inoltre, il Forum economico mondiale organizza ogni anno incontri di carattere regionale (in America Latina, in Medio Oriente, in Asia e in Africa) per favorire l'incontro fra imprese multinazionali, governi locali e organizzazioni non governative.
Il Forum dei giovani leader globali riunisce, previa segnalazione, 800 persone con meno di 40 anni dalle spiccate attitudini alla leadership, nelle intenzioni degli organizzatori in grado di rappresentare tutti gli stakeholder.
Dal 2000, infine, insieme alla Schwab Foundation for Social Entrepreneurship il WEF promuove un meeting fra imprenditori sociali, finalizzato a sottolineare il ruolo delle imprese sociali nello sviluppo della società e nella risoluzione dei suoi problemi. Nell'ambito del WEF sono state intraprese iniziative per il contrasto alle malattie infettive, in favore dell'educazione all'ICT e per il contrasto alla corruzione.

### Pubblicazioni
La fondazione opera anche come un think tank e pubblica numerosi documenti di approfondimento, sotto forma di report e analisi di scenario, sui temi della crescita economica, della finanza, della sostenibilità ambientale, dello sviluppo sociale e della salute.
Si ricordano il Global Competitiveness Report (1979) sulla competitività dei Paesi, il Global Information Technology Report (2001) sulla disponibilità di tecnologie informatiche, il Global Gender Gap Report sull'uguaglianza di genere, il Global Risks Report (2006) sui principali rischi globali, il Travel and Tourism Competitiveness Report (2007) sulla competitività dei trasporti e nel turismo, il Financial Development Report (2008) per la valutazione e il miglioramento dei sistemi finanziari, e il Global Enabling Trade Report (2008) per la promozione del commercio internazionale. Analoghi report sono prodotti dal Risk Response Network, specificatamente sul tema dei rischi globali, potenzialmente in grado di provocare significativi danni all'economia e alle persone.
Nel 2022, in vista della COP27, è stato presentato il Global Risk Report 2022.

### Global Shapers Community
Nata nel 2011 da una iniziativa del World Economic Forum, la Global Shapers Community è un network di giovani, tra i 18 ed i 33 anni, motivati a creare un impatto positivo nella propria città. I giovani "shapers" selezionati dal World Economic Forum hanno lo scopo di fare da guida alle nuove generazioni nella scelta del loro futuro.
Organizzati in hub, la Community è presente in oltre 400 città in tutto il mondo, di cui 11 italiane (Bari, Firenze, Genova, Milano, Napoli, Palermo, Reggio Emilia, Roma, Torino, Trento, Venezia).

## Critiche
Il World Economic Forum negli anni è stato oggetto di aspre polemiche. Una delle critiche principali riguarda la creazione di una ricca élite globale non eletta, senza legami con le società più ampie, per l'opacità dei processi decisionali, la scarsa attenzione alle questioni di genere e la mancanza di trasparenza finanziaria.
Dalla fine degli anni novanta è stato duramente contestato, insieme al G7, alla Banca Mondiale, al Fondo Monetario Internazionale e all'Organizzazione Mondiale del Commercio, dal movimento no-global, secondo il quale il capitalismo e la globalizzazione erano alla base dell'incremento della povertà e della distruzione dell'ambiente. Il linguista statunitense Noam Chomsky, esponente di spicco della sinistra no global, ha definito propagandistico il ricorso al termine "globalizzazione" usato in riferimento alle politiche commerciali proposte dal World Economic Forum e, all'opposto, l'impiego della locuzione "no global" per chiunque propugni ogni diversa modalità di integrazione internazionale.
Un altro elemento di critica è legato al ruolo preponderante che i partner strategici del WEF, alcuni dei quali sono stati condannati per violazioni dei diritti umani, hanno nella definizione dei temi discussi nei meeting. Un terzo aspetto fortemente criticato è il progressivo allontanamento dei temi e dei relatori del meeting di Davos dall'economia propriamente detta, in favore di argomenti e ospiti in grado di attrarre maggiormente l'attenzione della stampa. Per questa ragione, e in opposizione alla scelta di tenere parte dei lavori a porte chiuse, sono sorte iniziative parallele, quali l'Open Forum Davos organizzato nella medesima località dalla Federazione delle Chiese protestanti svizzere. Un altro contro-evento organizzato dal 2000 è l'assegnazione dei Public Eye Awards alle imprese che si distinguono per le pratiche più irresponsabili.
In diverse occasioni, in concomitanza con il meeting di Davos e con le altre iniziative del WEF sono state organizzate affollate manifestazioni di protesta da parte degli attivisti no global. I media svizzeri hanno spesso stigmatizzato il costo delle imponenti misure di sicurezza previste per far fronte a tali manifestazioni, ricadente in parte sugli organizzatori del meeting, in parte sulle autorità. In risposta alle critiche della società civile svizzera, il governo federale svizzero ha deciso nel febbraio 2021 di ridurre i suoi contributi annuali al WEF.

## Bilancio
Al 2025, il Wef è un’organizzazione con entrate annue per 470 milioni di euro (e costi analoghi).